# Hartmut Backe
Hartmut Backe (* 31. März 1941 in Kolberg) ist ein deutscher Experimentalphysiker. Er war Professor am Institut für Kernphysik der Johannes-Gutenberg-Universität Mainz.
Backe machte 1959 an  der Salzmannschule Schnepfenthal sein Abitur und wurde 1969 an der TH Darmstadt promoviert. Er wurde 1970 wissenschaftlicher Assistent und danach Akademischer Rat an der TH Darmstadt, an der er 1980 Akademischer Oberrat wurde und sich habilitierte. 1980 wurde er Professor in Mainz und ist jetzt im Ruhestand.
Er befasst sich mit kohärenter Röntgenstrahlerzeugung durch relativistische Elektronen und Laserspektroskopie an Transuranen. Dabei arbeitet er am Mainzer Mikrotron (MAMI).
1980 erhielt er den Röntgen-Preis für die Beobachtung von Positronenerzeugung nach relativistischen Stößen von schweren Kernen (wie Blei). Hier lassen sich Effekte der Quantenelektrodynamik in starken Feldern beobachten.